# NGC 69
NGC 69 es una galaxia lenticular localizada en la constelación de Andrómeda. Es un miembro del grupo NGC 68. Fue descubierto en 1855 por R. J. Mitchell, quien lo describió como "extremadamente débil, muy pequeño, redondo".